# ГИЧ оркестр
«ГИЧ оркестр» — музичний гурт зі Львова.
«ГИЧ оркестр» зі Львова делікатно грає екстравагантну музику, співає пісні таких поетів, як Тичина та Сосюра, творить композиції на лірику Мар'яна Пирога й активно переосмислює народну творчість. Він шанує традицію, але при цьому його музика народжується у радості експерименту. В «ГИЧ оркестрі» грають вісім хлопців, які своїми інструментами й голосом дарують щастя слухачам тут і тепер. Зрештою, саме слово «гич» — це вигук радості і захоплення. Згідно з Етимологічним словником української мови слово «гич» є запозиченням з тюркських мов та означає «ніщо, нічого; ніскільки».

## Історія

### 2012
Гурт брав участь у фестивалі «Флюгери Львова» та замінив там традиційне «Прокидання з Мертвим півнем» своїм «Прокиданням з ГИЧ оркестром». Виступали в Любліні на «Ночі культури», у Львові в проекті ФанАртія (фан-зона чемпіонату Європи з футболу 2012) разом з гуртами Йорий Клоц, Гуцул Каліпсо, АтмАсфера. Брали участь у фестивалях АртПоле (2012) та ФортМісія (2012). Виступали на концерті з нагоди відкриття вулиці Сергія Кузьминського у Мостиськах.

### 2013
15 лютого — концерт-презентація кружальця «Півальбома» у Львові. Згодом відвідали Полтаву, Луцьк, Київ, Харків, Донецьк, Дніпропетровськ, Чернівці. 7 травня у Великодній вівторок в Дрогобичі взяли участь на Великій Гаївці-2013. Знову відбулось «Прокидання з ГИЧ оркестром». У липні Гичі вдруге грають на АртПолі, а також виконують нові пісні на ФранкоФесті.

### 2021
2021 року гурт випустив альбом «Медовії Вуста» спільно з тернопільським гуртом Nameless.

## Склад
- Мар'ян Пиріг[10] — вокал, гітара
- Павло Мигаль — гітара
- Володимир Романів — бас гітара
- Володимир Бедзвін — віолончель
- Павло Проців — скрипка
- Остап Костюк — труба, флояра, волинка, дримба
- Всеволод Садовий — барабани[11]

## Дискографія
Альбоми
- 2013 — «Півальбому», FONіЯ records, (цей диск був задуманий як демо, але в процесі запису вийшло «півальбому» як в прямому так і переносному значенні)
- 2013 — «Цілий», FONіЯ records, (до записів «Півальбому» додані ще 6 пісень)[12]

- 2016 — «Поетичний», хутір «Тиші та Шуму»
- 2017 — «Містичний», хутір «Тиші та Шуму»[13]
- 2017 — «Під маркою Івана Яковича»[14]

## Виднограї
- Гич Оркестр — Je m'appelle Mirabelle, 2013

## Галерея

ГИЧ оркестр 7 травня на Великій гаївці-2013 у Дрогобичі біля шпихліру.
Велика Гаївка-2013
7 травня 2013 у Дрогобичі
Дрогобич, Велика Гаївка
Любіть Україну! 7 травня, Дрогобич